# 大梅多湖

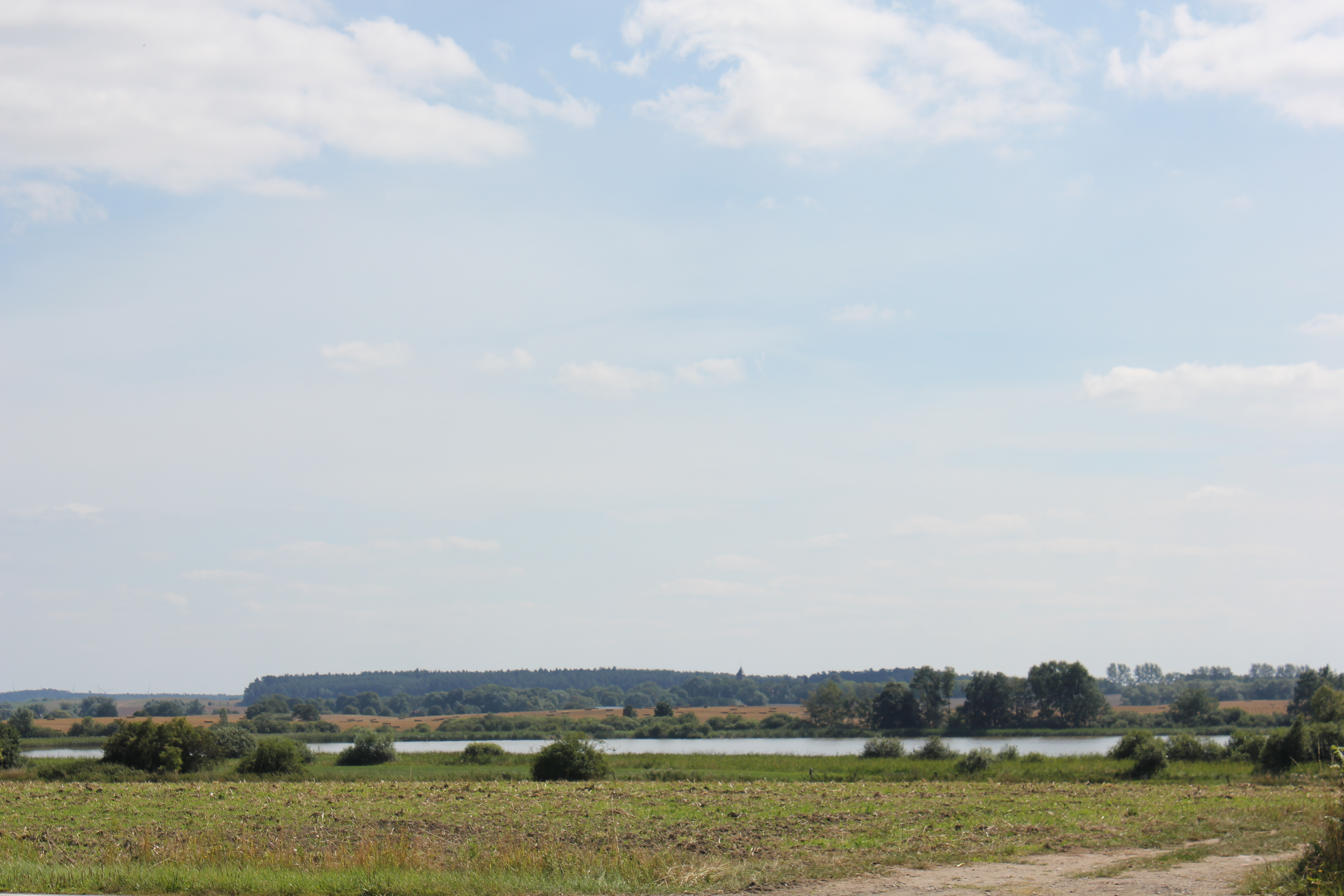

53°34′42″N 12°5′46″E / 53.57833°N 12.09611°E
大梅多湖（德語：Großer Medower See），是德國的湖泊，位於該國東北部，由梅克倫堡-前波美拉尼亞州負責管轄，處於路德維希斯盧斯特-帕爾希姆縣，長1公里、寬0.6公里，面積0.4平方公里，海拔高度47米。